# Геттон (лунный кратер)
Кратер Геттон (лат. Hutton), не путать с кратером Геттон на Марсе, — древний крупный ударный кратер в северном полушарии на обратной стороне Луны. Название присвоено в честь шотландского естествоиспытателя, геолога, физика и химика, отца современной геологии и геохронологии Джеймса Хаттона (1726—1797); утверждено Международным астрономическим союзом в 1970 г. Образование кратера относится к нектарскому периоду.

## Описание кратера
Ближайшими соседями кратера являются кратер Эпплтон на западе; кратер Головин на западе-северо-западе; кратер Ланжевен на северо-западе; кратер Чандлер на севере-северо-востоке; кратер Шампольон на востоке; кратер Шайн на юго-востоке; кратер Нушл на юге; а также кратер Стирнс на юго-западе. Селенографические координаты центра кратера 37°13′ с. ш. 168°41′ в. д. / 37,22° с. ш. 168,68° в. д., диаметр 45,2 км, глубина 2,3 км.
Кратер циркулярной формы, за время своего существования значительно разрушен, вал перекрыт множеством мелких кратеров. В южной-юго-восточной части внешний откос вала имеет значительный выступ. Средняя высота вала кратера над окружающей местностью 1120 м, объем кратера составляет приблизительно 2000 км³. Дно чаши кратера сравнительно ровное, имеется удлиненный центральный хребет и меньший хребет смещенный к западу от центра чаши. Чаша кратера отмечена множеством мелких кратеров и несколькими холмами.

## Сателлитные кратеры
| Геттон | Координаты                                              | Диаметр, км |
| ------ | ------------------------------------------------------- | ----------- |
| P      | 35°31′ с. ш. 167°22′ в. д. / 35,52° с. ш. 167,36° в. д. | 42,4        |
| W      | 38°55′ с. ш. 166°43′ в. д. / 38,92° с. ш. 166,71° в. д. | 22,3        |

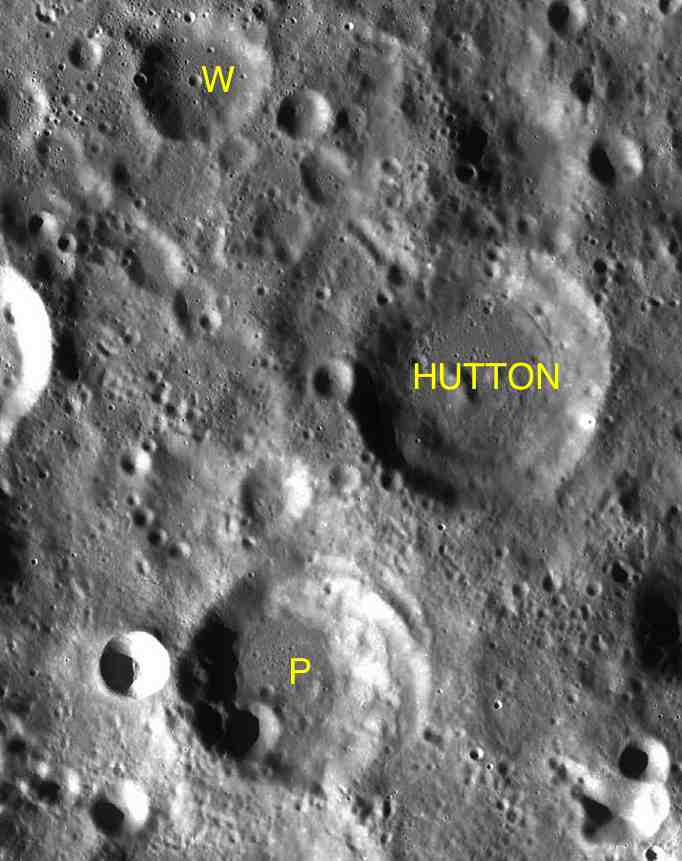
Фрагмент карты LAC-32.

- Образование сателлитного кратера Геттон P относится к раннеимбрийскому периоду[1].